# Trophée Damien-Velay
Le Trophée Damien-Velay récompense le meilleur jeune arbitre du championnat de France de hockey sur glace. Il porte le nom du Français Damien Velay, ancien arbitre de hockey sur glace décédé à seulement 37 ans.
Il a été décerné pour la première fois à l'issue de la saison 2016-2017 à Nicolas Cregut.

## Palmarès
| Saison    | Arbitre                           |
| --------- | --------------------------------- |
| 2016-2017 | Nicolas Cregut                    |
| 2017-2018 | Vincent Peignault                 |
| 2018-2019 | Yann Furet                        |
| 2019-2020 | Jason Thorrignac et Cyril Debuche |
| 2020-2021 | Quentin Ugolini et Johan Fauvel   |
| 2021-2022 | Raphaël Rohwedder                 |
| 2022-2023 | Alexia Cheyroux                   |
| 2023-2024 | Jason Thorrignac                  |
| 2024-2025 | Florian Baudry                    |